# Świadoście
Świadoście (lit. Svėdasai) – miasteczko na Litwie, na Auksztocie, nad jeziorem Ołowsza, w okręgu uciańskim, w rejonie oniksztyńskim, 23 km na północny wschód od Onikszt; siedziba starostwa Świadoście; 1002 mieszk. (2001); zabytkowy kościół, gimnazjum, urząd pocztowy.

## Urodzeni w Świadościu
- Bolesław Tołłoczko – polski uczony, maszynoznawca, energetyk, profesor Politechniki Lwowskiej i Politechniki Łódzkiej, członek Towarzystwa Naukowego Warszawskiego[1].